# Contramão (álbum de Pedro Abrunhosa)
Contramão é o sétimo álbum de Pedro Abrunhosa e o segundo com a banda Comité Caviar. Atingiu a certificação de platina, em menos de dois meses após o lançamento.
O disco também foi reconhecido com o prémio Pedro Osório, da SPA, e um Globo de Ouro de Melhor Música atribuído ao tema "Para os Braços da Minha Mãe", interpretado num dueto com Camané.

## Faixas
1. Toma Conta De Mim
2. Todos Lá Para Trás
3. Voámos Em Contramão
4. Hoje É O Teu Dia
5. Para Os Braços Da Minha Mãe
6. A.M.O.R.
7. Já Morremos Mil Vezes
8. Senhor Do Adeus
9. Não Estamos Sós
10. A Parte Do Meio
11. Saudade É